# Iwona Chmielewska

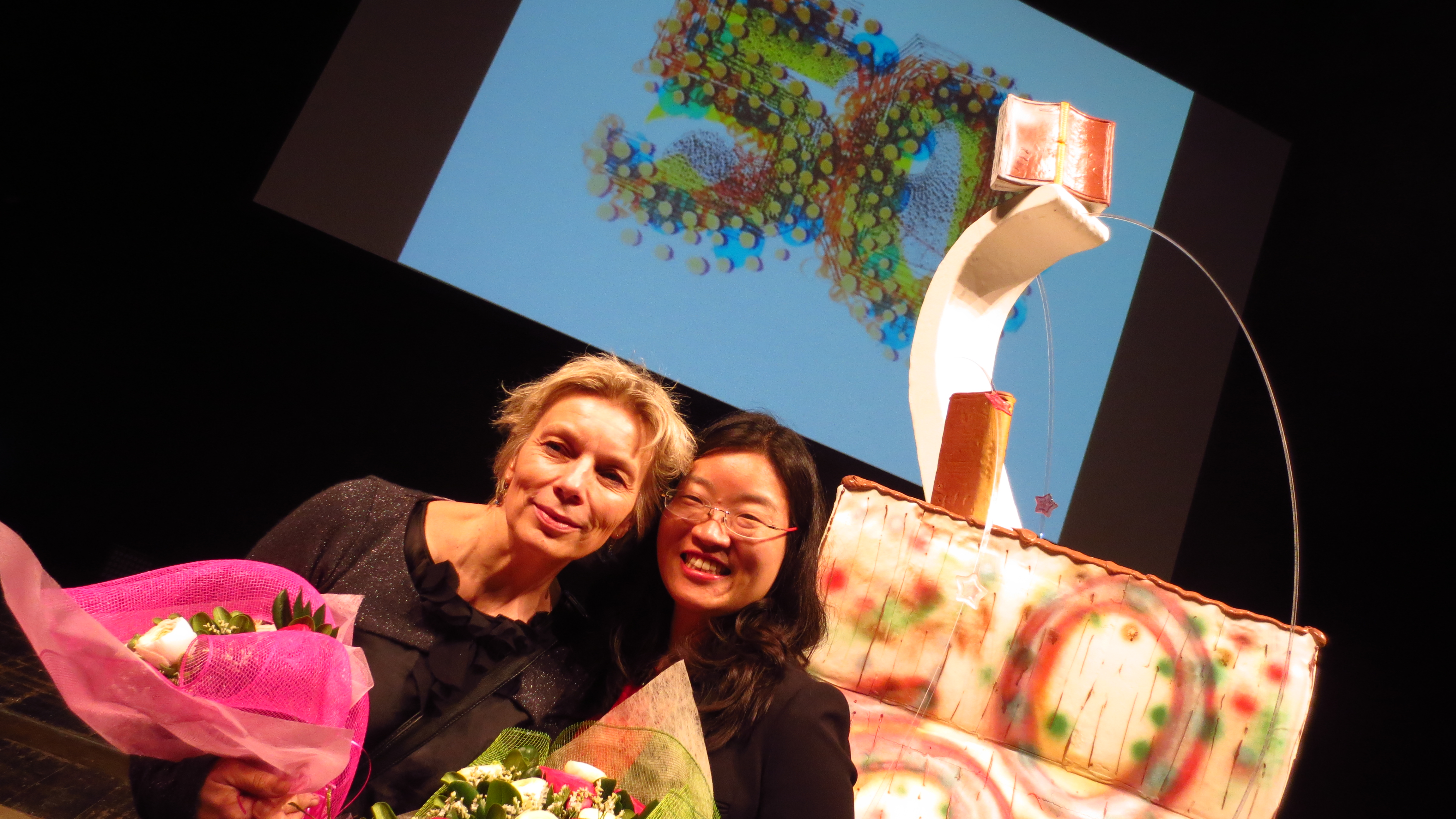
26. März 2013: Iwona Chmielewska (links) und Jiwone Lee (südkoreanische Bilderbuchexpertin) bei der Preisverleihung der Bologna Ragazzi Awards im Rahmen der 50. Bologna Children’s Book Fair in Bologna auf der Bühne des Teatro Communale

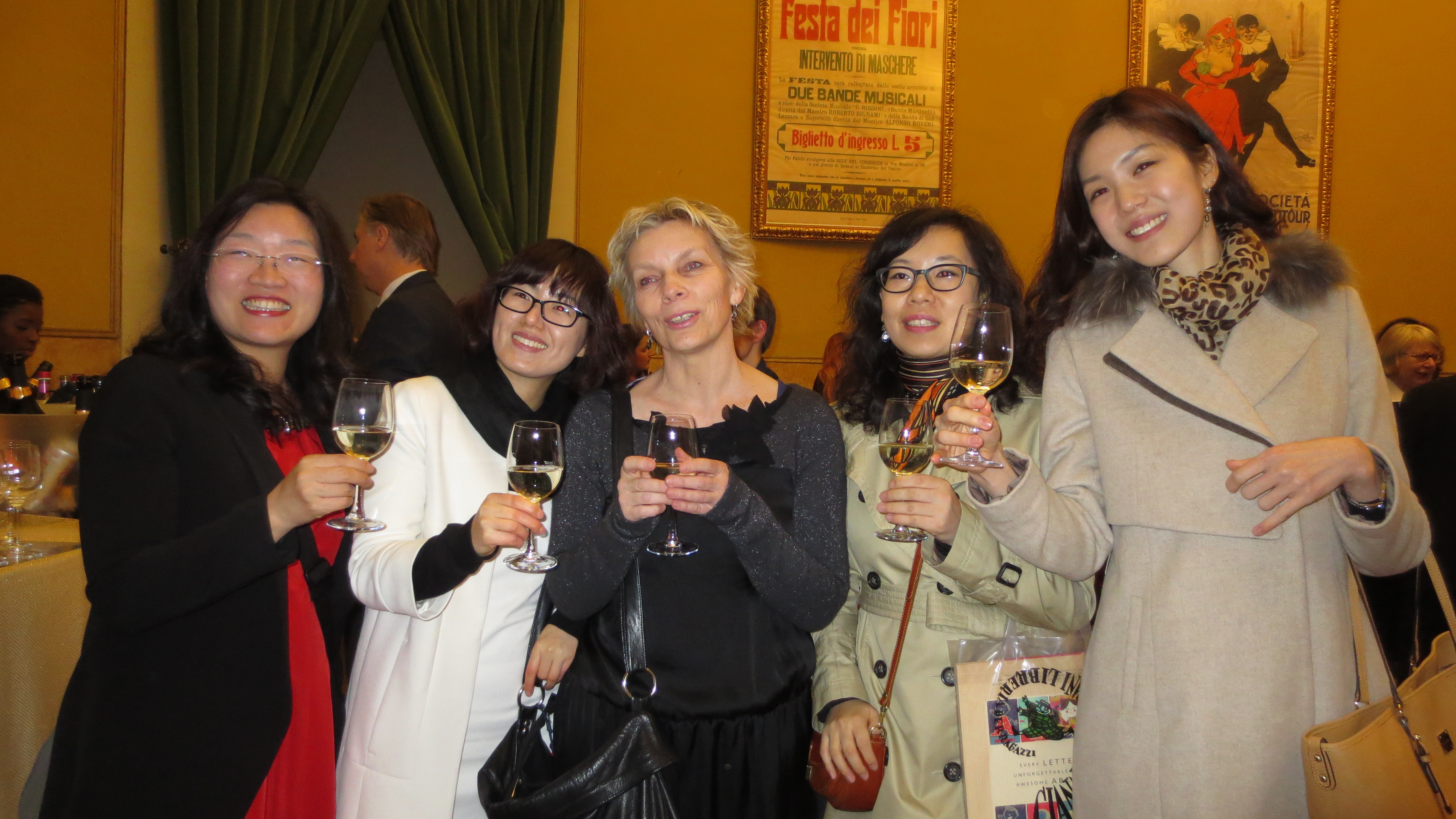
26. März 2013: Iwona Chmielewska (3. v. l.), Jiwone Lee (südkoreanische Bilderbuchexpertin, 1. von links) sowie Mitarbeiter des südkoreanischen Verlags Changbi vor der Preisverleihung der Bologna Ragazzi Awards im Rahmen der 50. Bologna Children’s Book Fair im Teatro Communale in Bologna

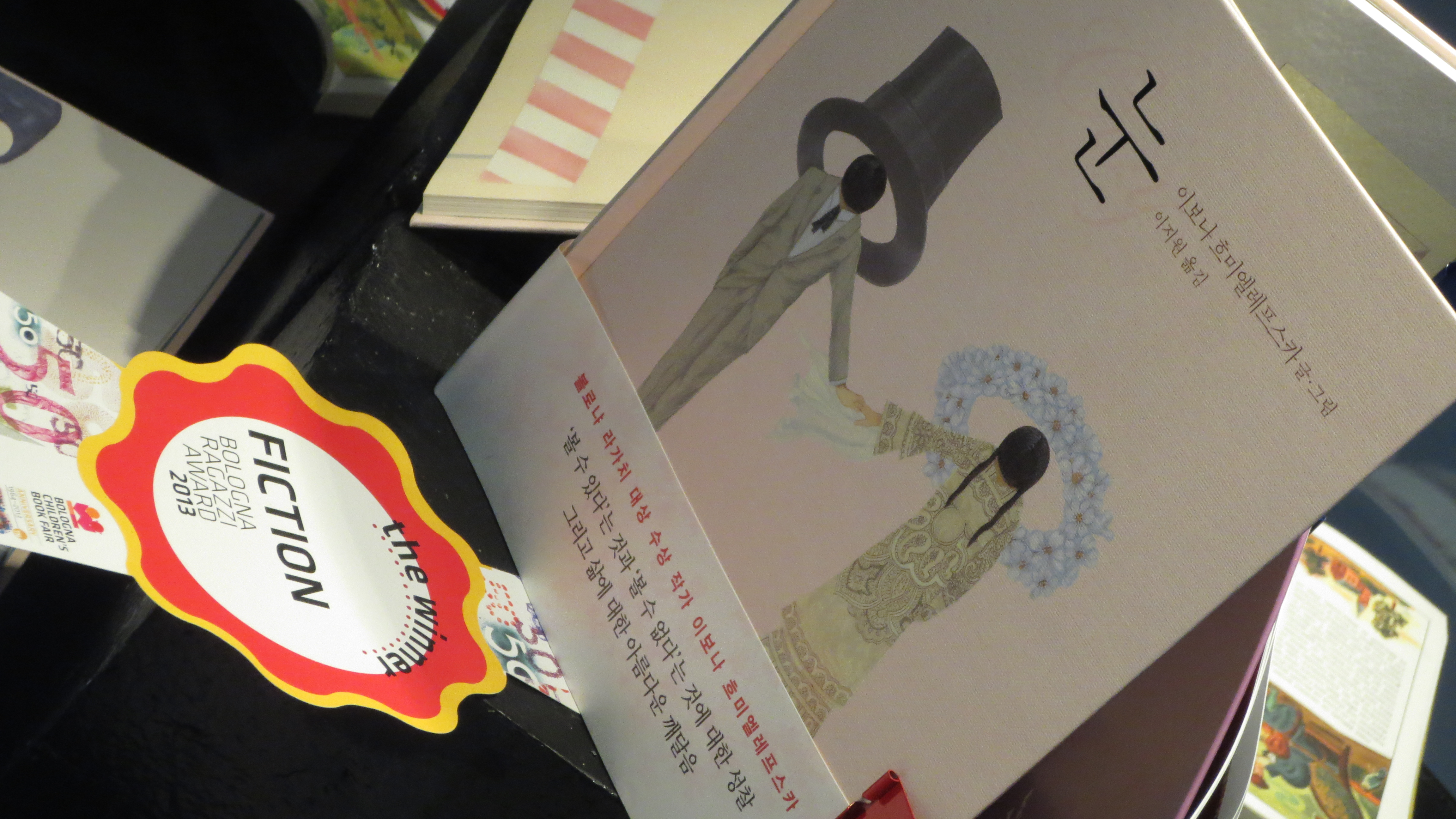
27. März 2013: ausgestelltes Exemplar von Iwona Chmielewskas Bilderbuch 눈 (Augen) im Hauptgebäude der 50. Bologna Children’s Book Fair

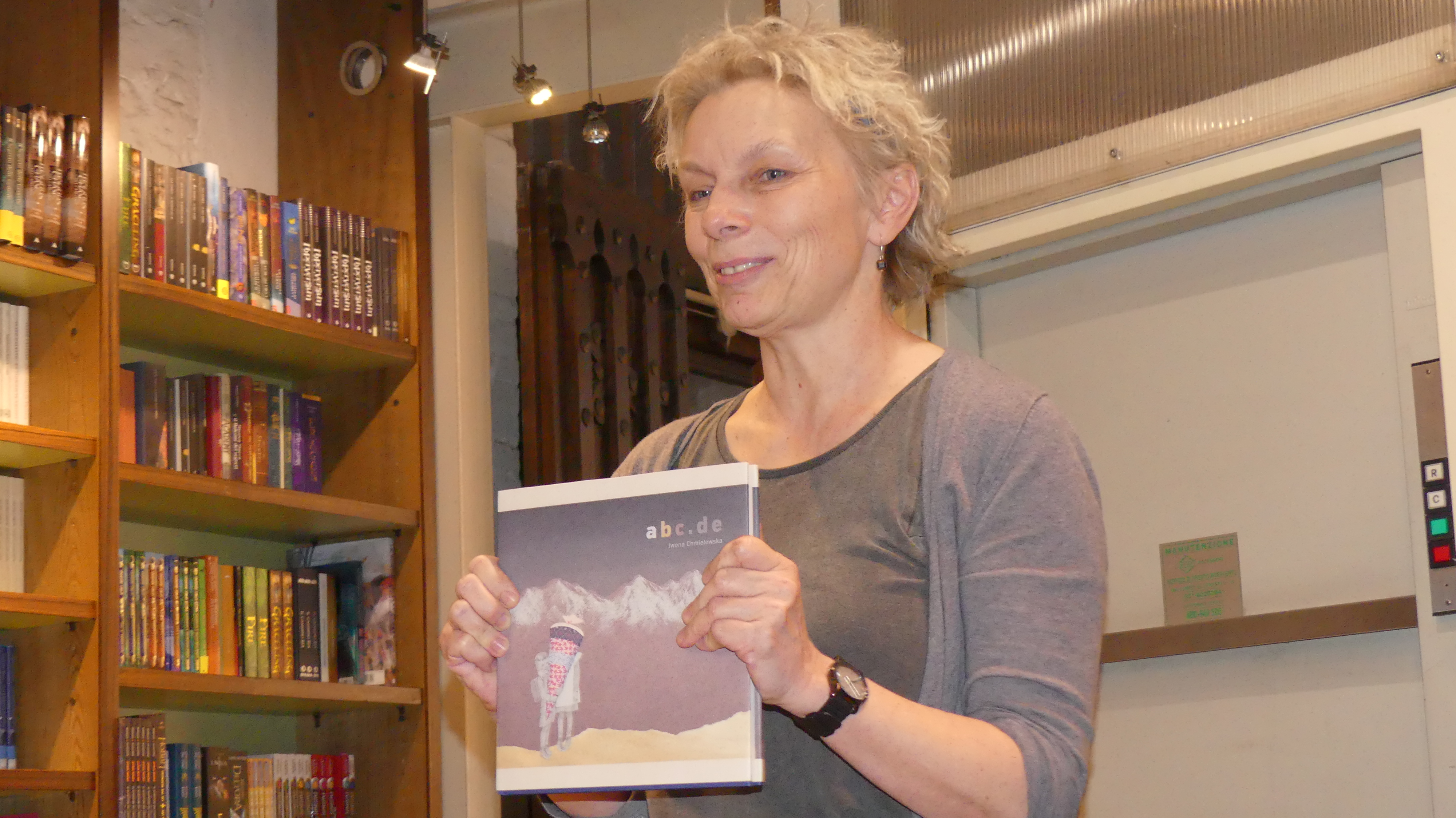
6. April 2016: Iwona Chmielewska präsentiert ihr Buch abc.de im Rahmen der Bologna Children’s Book Fair in der Buchhandlung Libreria Giannino Stoppani in Bologna

Iwona Chmielewska (* 5. Februar 1960 in Pabianice) ist eine polnische Illustratorin und Schriftstellerin. Sie gilt als eine der bedeutendsten Bilderbuch-Illustratorinnen der Gegenwart und wurde mit den wichtigsten internationalen Preisen für Illustrationskunst geehrt. Zu ihren Auszeichnungen gehören unter anderem der Goldenen Apfel der Biennale der Illustrationen in Bratislava (2007) und zweimal der Bologna Ragazzi Award der Kinderbuchmesse Bologna (2011 und 2013). In deutscher Übersetzung sind mit Blumkas Tagebuch – Vom Leben in Janusz Korczaks Waisenhaus (2011), Ojemine! (2014) und abc.de (2015) erst drei ihrer Bücher erschienen. 2012 und 2016 war sie für den Deutschen Jugendliteraturpreis nominiert. Chmielewskas Bücher fokussieren meist philosophische Fragestellungen und  Themen. In ökonomischer Hinsicht sind sie vor allem in Südkorea sehr erfolgreich. Chmielewska lebt und arbeitet in Toruń.

## Leben und Werk
Chmielewska studierte Grafik an der Nikolaus-Kopernikus-Universität Toruń und begann in den 1990er Jahren mit dem Illustrieren. Ihre ersten illustrierten Bücher waren Kinderbücher und Gedichtbände. Auf der Kinderbuchmesse Bologna traf Chmielewska Anfang der 2000er Jahre die südkoreanische Literaturagentin und Bilderbuchexpertin Jiwone Lee. Aus dieser Begegnung resultierte eine bis heute sehr fruchtbare künstlerische Zusammenarbeit, die sich unter anderem in dem Erscheinen von mehr als 14 Bilderbüchern von Chmielewska in Südkorea zeigt. Den südkoreanischen Lesern ist Chmielewska unter dem Namen 이보나 흐미엘레프스카 bekannt. Ihre Bücher sind in Südkorea auch in kommerzieller Hinsicht sehr erfolgreich.
Eins ihrer in Südkorea besonders populären Bücher ist Thinking ABC (2007). Darin versinnbildlicht sie in Text und Form alle Buchstaben des Alphabets, sodass zum Beispiel zwei Schnecken den Buchstaben S bilden, oder ein Alligator, dessen Maul mit einem Stock weit aufgesperrt ist, das A darstellt. In Polen gilt ihr Bilderbuch O wędrowaniu przy zasypianiu (2006) als eines der bedeutendsten der vergangenen Jahre. Chmielewska verwendet in diesem Buch Seite für Seite das gleiche Bild, allerdings mit leichten Veränderungen, die zu immer wieder neuen Sinnzusammenhängen führen. So mutieren etwa die Zehen im Bett, die sich nicht unter der Bettdecke befinden, zu Pinguinen am Südpol oder zu Heinzelmännchen mit Zipfelmützen. In Mexiko ist Chmielewska vor allem für ihr Bilderbuch El bastón azul (2005) bekannt, das dort Schullektüre ist.
Blumkas Tagebuch – Vom Leben in Janusz Korczaks Waisenhaus (2011) ist das erste und bisher einzige Buch von Chmielewska, das in deutscher Sprache erschienen ist. Es erzählt vom Leben im Warschauer Waisenhaus des polnisch-jüdischen Kinderarztes und Pädagogen Janusz Korczak in Form eines Tagebuchs. Handlungszeit des Buches ist die Zeit vor dem Einmarsch der Nationalsozialisten in Polen und dem Ausbruch des Zweiten Weltkriegs. Das Buch ist bislang in polnischer, deutscher und hebräischer Übersetzung erschienen, letztere wurde von Uri Orlev ins Hebräische übertragen. Iwona Chmielewska ist seit dem Erscheinen von Blumkas Tagebuch regelmäßig in Deutschland, um ihr Buch vorzustellen. Zuletzt stellte sie ihr Buch im März 2012 im Rahmen von Leipzig liest, im Juli 2012 beim 2. White Ravens Festival und im September 2012 beim 12. internationalen literaturfestival berlin. Dort war sie Jurymitglied der Auszeichnung Das außergewöhnliche Buch.
Der ästhetische Reichtum und das Innovative von Chmielewkas Büchern spiegelt sich auch in den zahlreichen Auszeichnungen und Nominierungen wider, die sie für ihre Bücher erhalten hat. Zu den wichtigsten gehören der Goldene Apfel der Biennale der Illustrationen in Bratislava, den sie 2007 für ihr Buch Thinking ABC (2007) erhielt, der Bologna Ragazzi Award der Kinderbuchmesse Bologna in der Kategorie Non Fiction, den sie für ihr Buch A House of the Mind: Maum (2010) erhielt, der Bologna Ragazzi Award der Kinderbuchmesse Bologna in der Kategorie Fiction, den sie für ihr Buch 눈 (deutsche Übersetzung des Titels: Augen) (2013) erhielt, sowie eine Nominierung für den Deutschen Jugendliteraturpreis in der Kategorie Bilderbuch, den sie für ihr Buch Blumkas Tagebuch – Vom Leben in Janusz Korczaks Waisenhaus erhielt.
Chmielewska lebt in Toruń und unterrichtet an der dortigen Universität Buchgestaltung. Ihre Werke wurden in verschiedenen Ausstellungen gezeigt, unter anderem in Bologna, Bratislava, Frankfurt am Main, Kopenhagen, Ljubljana, München, Rom, Seoul, Tokio und Warschau.

## Zitate von Chmielewska
Über Buchgestaltung

„Seit Jahren beobachte ich, wie Südkorea in diesem Genre immer mehr zum Vorreiter wird. Kunst und Buchgestaltung werden dort groß geschrieben, im Bewusstsein, dass das Bilderbuch für den Menschen die erste Begegnung mit Kunst bedeutet. Von Südkorea habe ich gelernt, dass man auch für Kinder Bücher über die wirklich wichtigen Themen gestalten, und dass die Kunst dabei ein wirkungsvolles Instrument sein kann, das Sensibilität und Kreativität, aber auch die Herausbildung von Wertvorstellungen stärkt. Werte wie Mitgefühl mit dem Schwächeren, Toleranz gegenüber dem Fremden, Demokratie …“

## Presseschau
Allgemeine künstlerische Bedeutung

„Was für kluge Einfälle! Und was für tiefgehende Bilder! Iwona Chmielewska ist in Deutschland bisher (leider) ein unbeschriebenes Blatt, dafür aber in Italien und der Slowakei höchstpreisig dekoriert, heißgeliebt und vielfach veröffentlicht in Korea.“

A House of the Mind: Maum (2010)

„Um dem Raum, den Maum in uns einnimmt, die notwendige Dreidimensionalität zu verleihen, hat sich Iwona Chmielewska entschieden, die physischen Gegebenheiten eines Buches (allem voran seine Symmetrie/Buchmitte) so zu nutzen, dass sowohl die in ihm dargestellten architektonischen Strukturen als auch die Menschen durch Bewegen der einzelnen Seiten zum Leben erwachen, eine Fülle von Interpretationen ermöglichend. Eine alte Frau hält in ihren Armen ein Neugeborenes. Schlagen wir das Buch auf, hält sie es stolz dem Himmel entgegen, bewegen wir leicht die rechte Seite, wiegt sie es sanft in den Schlaf. Schlagen wir das Buch langsam zu, berühren ihre Lippen den Kopf des Kindes. Auf diese Weise akkumuliert jede Seite ein geradezu unerhörtes Quantum „Unsichtbares“.“

Blumkas Tagebuch – Vom Leben in Janusz Korczaks Waisenhaus (2011)

„Blumkas Tagebuch ist ein künstlerisch beeindruckendes und emotional berührendes Bilderbuchkunstwerk, das sein Thema für Kinder nachvollziehbar umsetzt – und das auf eine tiefgründige Weise.“

„Das Buch berührt sehr, weil es sich auf Zehenspitzen in diese Kinderwelt schleicht, auf der Hut, nicht zu stören, weil es eine Sprache findet, die mit einfachen Worten Großes sagt. Und weil die Bilder auf melancholische Weise fröhlich sind und voller Einfälle und Liebe zum Detail.“

„Veröffentlichungen über Korczak gibt es viele. Aber keine hat bisher auf solche poetische und zurückhaltende Weise an ihn und seine Zöglinge erinnert. Im Hinblick darauf, daß heutige Kinder erbarmungslos auf Tempo und Höchstleistung gedrillt werden, bietet das Buch eine hochaktuelle Aussage Korczaks, mitgeteilt von Blumka: ‚Der Herr Doktor läßt uns genügend Zeit, damit wir uns erholen. Das Wachsen sei, so sagt er, schließlich keine leichte Arbeit. Das Herz müsse mit den Knochen Schritt halten, wenn diese wachsen.‘ Dieses Buch zu lesen heißt, ihm zu verfallen.“

„Und Iwona Chmielewskas Zeichnungen und Collagen, die überlegt naiv und dann wieder hoch raffiniert die Kinder und ihr Spiel porträtieren, schaffen eine Stimmung, die Sorgfalt und Rücksichtnahme ausdrückt. Das tragische Ende wird nicht benannt, aber man hält den Atem schon an ob der Liebe und dem Respekt im Waisenhaus. International ist die polnische Künstlerin längst renommiert, jetzt macht der junge Gimpel-Verlag endlich eines ihrer Bücher in Deutsch zugänglich.“

„Blumkas Tagebuch arbeitet mit einer hochkomplexen Bildsprache und einem bewusst schlicht gestalteten Text, die auf eine intensive Beschäftigung der Autorin mit Korczaks Leben und Werk verweisen. [...] Wer dieses Buch mit Kindern liest, muss mutig und einfühlsam genug sein, auch über das Ende der Kinder und ihrer Begleiter zu sprechen, das im Buch nur angedeutet wird. Mit Blumkas Tagebuch hält er dafür ein hervorragendes Werkzeug in Händen, das in seiner künstlerischen und literarischen Durchdachtheit zugleich mehr ist als das. Zu bedauern ist, dass dieses Buch von der Nominierungsliste des Deutschen Jugendliteraturpreises 2012 nicht bis zum Preis in der Sparte Bilderbuch gelangt ist, verdient hätte es ihn.“

눈 (Deutsche Übersetzung: Augen, 2012)

„In Eyes by Iwona Chmielewska, the reader is regaled with a vast array of objects from which to choose. He accepts awe as a corollary of knowledge and is compelled to continue the search. We are offered details, snippets, glimpses of lived experience, objects and animals; but never are we given the visual code that binds them together. This forces reflection, obliges mediation, prompts comparisons and similarities. But especially it creates an indissoluble bond between what we see and how we understand, between the astonishment at learning to see in a new way and the contentment of knowing. It is a very novel book, infused with a refined elegance forged by much courageous experiment and reflection. It is also a luminously hopeful book in which our capacity for sight is a way to the soul and to a new, deeper, more intense humanitas.“

## Bibliografie
Vorliegende Bibliografie ist eine unvollständige Auswahl. Ebenfalls nicht zweifelsfrei geklärt ist, inwieweit die unter Originalausgabe aufgeführten Bücher tatsächlich Originalausgaben oder aber Übersetzungen aus einer anderen Sprache sind.
| Originalausgabe | Anmerkungen |
| --- | --- |
| 1997: Poezje zebrane, Text: Józef Czechowicz und Aleksander Madyda, Illustration: Iwona Chmielewska, Verlag: Algo (Toruń), ISBN 978-83-903520-6-0 | Gedichte, nicht in deutschsprachiger Übersetzung erschienen                                                                                           |
| 2004: Kopciuszek, Text: Zofia Stanecka, Illustration: Iwona Chmielewska, Verlag: Muchomor | nicht in deutschsprachiger Übersetzung erschienen |
| 2005: El bastón azul, Text: ?, Illustration: Iwona Chmielewska, Verlag: Oceano De Mexico, ISBN 978-607-400-093-1 | nicht in deutschsprachiger Übersetzung erschienen, deutschsprachige Übersetzung des Titels: Der blaue Stock                                           |
| 2006: O wędrowaniu przy zasypianiu, Text und Illustration: Iwona Chmielewska, Verlag: Hokus-Pokus, ISBN 978-83-60402-05-4 | nicht in deutschsprachiger Übersetzung erschienen, deutschsprachige Übersetzung des Titels: Über das Wandeln beim Schlafen                            |
| 2006: Dla ciebie – wiersze miłosne polskich poetów, Texte: Adam Asnyk, Krzysztof Kamil Baczyński, Stanisław Baliński, Władysław Broniewski, Stanisław Grochowiak, Mieczysław Jastrun, Zbigniew Kalka, Jan Lechoń, Bolesław Leśmian, Jerzy Liebert, Tadeusz Niciński, Adam Mickiewicz, Cyprian Kamil Norwid, Wojciech Jarosław Pawłowski, Jan A. Piszczek, Kazimierz Przerwa-Tetmajer, Antoni Słonimski, Juliusz Słowacki, Leopold Staff, Julian Tuwim und Kazimierz Wierzyński, Illustration: Iwona Chmielewska, Verlag: Algo (Toruń), ISBN 978-83-89683-16-8 | Gedichte, nicht in deutschsprachiger Übersetzung erschienen                                                                                           |
| 2007: Thinking ABC, Text: Jiwone Lee, Illustration: Iwona Chmielewska, Verlag: Nonjang | deutschsprachige Ausgabe: abc.de, Gimpel Verlag, Langenhagen 2015, ISBN 978-3-945359-03-7                                                             |
| 2007: Wiersze, Text: Adam Asnyk, Illustration: Iwona Chmielewska, Verlag: Algo (Toruń), ISBN 978-83-89683-18-2 | Gedichte, nicht in deutschsprachiger Übersetzung erschienen                                                                                           |
| 2009: Dos Personas, Text und Illustration: Iwona Chmielewska, Verlag: Océano Travesía, ISBN 978-607-400-216-4 | nicht in deutschsprachiger Übersetzung erschienen |
| 2009: 우리 딸은 어디 있을까 / uli ttal-eun eodi iss-eulkka, Text: ?, Illustration: Iwona Chmielewska, ISBN 978-89-8414-139-1 | nicht in deutschsprachiger Übersetzung erschienen |
| 2009: 여자아이의 왕국 / yeojaaiui wang-gug, Text: ?, Illustration: Iwona Chmielewska, ISBN 978-89-364-4618-5 | nicht in deutschsprachiger Übersetzung erschienen |
| 2010: Domowe duchy, Text: Dubravka Ugrešić, Illustration: Iwona Chmielewska, Verlag: Znak, ISBN 978-83-240-1320-3 | nicht in deutschsprachiger Übersetzung erschienen |
| 2010: A House of the Mind: Maum, Text: Kim Hee-Kyung, Illustration: Iwona Chmielewska, Verlag: Changbi | nicht in deutschsprachiger Übersetzung erschienen |
| 2010: Half Full or Half Empty, Text: ?, Illustration: Iwona Chmielewska, Verlag: San Zhi San, ISBN 978-986-7295-70-5 | nicht in deutschsprachiger Übersetzung erschienen |
| 2011: Blumkas Tagebuch – Vom Leben in Janusz Korczaks Waisenhaus, Text und Illustration: Iwona Chmielewska, Übersetzung: Adam Jaromir, Verlag: Gimpel (Hannover), ISBN 978-3-9811300-6-5 | deutschsprachige Ausgabe ist die Originalausgabe, erschienen in weiteren Sprachen: u. a. Hebräisch (Übersetzung von Uri Orlev), Französisch, Polnisch |
| 2012: Kłopot, Text und Illustration: Iwona Chmielewska, Verlag: Wytwornia, ISBN 978-83-931412-3-4 | In deutschsprachiger Übersetzung erschienen: Ojemine, Gimpel Verlag, Langenhagen 2014, ISBN 978-3-945359-01-3                                         |
| 2013: 눈, Text und Illustration: Iwona Chmielewska, Verlag: Changbi | nicht in deutschsprachiger Übersetzung erschienen, deutschsprachige Übersetzung des Titels: Augen                                                     |
| 2013: Cztery stronu czasu, Text und Illustration: Iwona Chmielewska, Verlag: Media Rodzina (Posen), ISBN 978-83-7278-832-0 | nicht in deutschsprachiger Übersetzung erschienen |
| 2013: O tych, którzy się rozwijali, Text und Illustration: Iwona Chmielewska, Verlag: Media Rodzina (Posen), ISBN 978-83-7278-876-4 | nicht in deutschsprachiger Übersetzung erschienen |

## Auszeichnungen und Nominierungen
- 2005: schönstes ins Koreanische übersetzte Buch: Blaues Stöckchen / Blaues Kästchen
- 2007: Goldener Apfel der Internationalen Illustrationsbiennale in Bratislava für Thinking ABC[12]
- 2011: Bologna Ragazzi Award in der Kategorie Non-Fiction auf der Kinderbuchmesse in Bologna für A House of the Mind: Maum[1] im März
- 2011: Esel des Monats August für A House of the Mind: Maum[13]
- 2011: Buch des Jahres von der polnischen Sektion des IBBY in der Kategorie Bilderbuch für Blumkas Tagebuch
- 2011: Lobende Erwähnung von der polnischen Sektion des IBBY in der Kategorie Literatur für Blumkas Tagebuch
- 2012: Kröte des Monats Januar für Blumkas Tagebuch
- 2012: Nominierung für den Deutschen Jugendliteraturpreis in der Kategorie Bilderbuch für Blumkas Tagebuch im März
- 2012: Buch des Monats der Deutschen Akademie für Kinder- und Jugendliteratur im Februar für Blumkas Tagebuch
- 2012; Esel des Monats vom eselsohr für Blumkas Tagebuch im März[14]
- 2013: Bologna Ragazzi Award in der Kategorie Fiction auf der Kinderbuchmesse in Bologna für 눈 / Eyes im März[15]

Weitere Auszeichnungen:
- Empfehlung als Schullektüre in Mexiko für Blaues Stöckchen / Blaues Kästchen
- Empfehlung vom Museum der Geschichte der polnischen Juden für Blumkas Tagebuch

## Ausstellungen, Teilnahmen an Messen und Festivals
- 2011: Kinderbuchmesse in Bologna im März
- 2012: Leipziger Buchmesse / Leipzig liest im März
- 2012: White Ravens Festival[16] in München im Juli
- 2012: Präsentation ihres Buchs Blumkas Tagebuch – Vom Leben in Jansz Korczaks Waisenhaus im Rahmen der Ausstellung Ich bin klein, aber wichtig – Die Kinderrepublik des Janusz Korczak, dargestellt in Illustrationen und Bildern in der Wehrgang-Galerie der Internationalen Jugendbibliothek München vom 5. Juli bis 16. September
- 2012: Kinder- und Jugendprogramm des 12. internationalen literaturfestivals berlin im September
- 2012: Frankfurter Buchmesse im Oktober
- 2013: Kinderbuchmesse in Bologna im März